# Valle Cannobina
La valle Cannobina (val Canubina in lombardo) è una valle del Piemonte, in provincia del Verbano-Cusio-Ossola. Prende il nome da Cannobio, il principale abitato che si trova al suo inizio. Dal punto di vista orografico la valle si incunea nelle Alpi Ticinesi e del Verbano (sottosezione delle Alpi Lepontine). È attraversata dal torrente Cannobino, che forma gole profonde e spettacoli suggestivi alla vista.

## Territorio
Tra Ossola e Verbano si estende la Valle Cannobina affacciata sul Lago Maggiore; è solcata dal torrente Cannobino che sorge sulle pendici del Cimone di Cortechiuso. L'altezza delle montagne non supera i 2200 m ma a causa del dislivello tra il fondovalle e le vette pare maggiormente incassata e buia. A nord è delimitata dal massiccio del Gridone che la separa dalla Val Vigezzo e dalle Centovalli, verso oriente le montagne digradano più dolcemente verso Cannobio. A Occidente è divisa dalla  Val Loana dai Denti di Cortechiuso. L'unico collegamento con la Valle Vigezzo è il Passo Scopello sopra Finero.

### Aree Protette
Una piccola parte del territorio della Val Cannobina, dal Cimone di Cortechiuso fino agli alpeggi di Provola e Daila, fa parte del Parco nazionale della Val Grande.
Inoltre, in prossimità di Finero, frazione di Malesco, si trova un'area adibita ad oasi naturale, denominata Oasi Naturale WWF al Pian dei Sali. L'area protetta è situata sopra l'abitato di Finero, parzialmente nel territorio comunale di Villette, ed è di particolare interesse per la flora e la fauna locali.

## Centri abitati
I primi centri abitati che si incontrano partendo da Cannobio sono: Cavaglio San Donnino, Gurrone (raggiungibili mediante una deviazione dalla strada principale), Nivetta, Lunecco (sede del comune di Valle Cannobina) e Spoccia. La successiva località è Falmenta, al cui centro principale si arriva mediante una strada secondaria che proseguendo giunge fino alla piccola frazione di Crealla.
Vi è poi Gurro, che una volta era il comune più grande e popoloso della valle. Qui, nel secolo scorso, venne alla luce una necropoli di epoca romana. Importante fu nel passato l'attività agricola, pastorale e artigiana par la quale Gurro era conosciuta; inoltre vi si praticava la lavorazione della canapa.
Gli ultimi centri che si incontrano, prima di entrare in Val Vigezzo sono Cursolo e Orasso, raggiungibili tramite vie trasversali.

## Economia
L'economia nella valle è molto ridotta, infatti è completamente assente qualsiasi attività industriale o commerciale (esclusi alcuni bar o ristoranti), ciò è dovuto alla scarsità di popolazione e al modesto afflusso turistico. Solo Cannobio ne è l'eccezione: lì infatti sono presenti diverse attività artigianali, industriali e un terziario molto sviluppato dovuto al turismo; buona parte della popolazione è dedita al frontalierato.

## Cultura e Tradizioni
Le parrocchie della valle nonostante facciano parte della diocesi di Novara praticano il rito ambrosiano, ripristinato integralmente con il sinodo diocesano del 1990.

## Vie di collegamento
L'unica carrozzabile di collegamento che percorre questa valle è la Strada statale 631 della Valle Cannobina da cui dipartono strade provinciali secondarie che raggiungono le diverse località. La strada è piuttosto stretta con molte curve anche se ampliamenti avvenuti ad inizio secolo l'hanno resa agevole al traffico di turisti e frontalieri.

## Monti principali

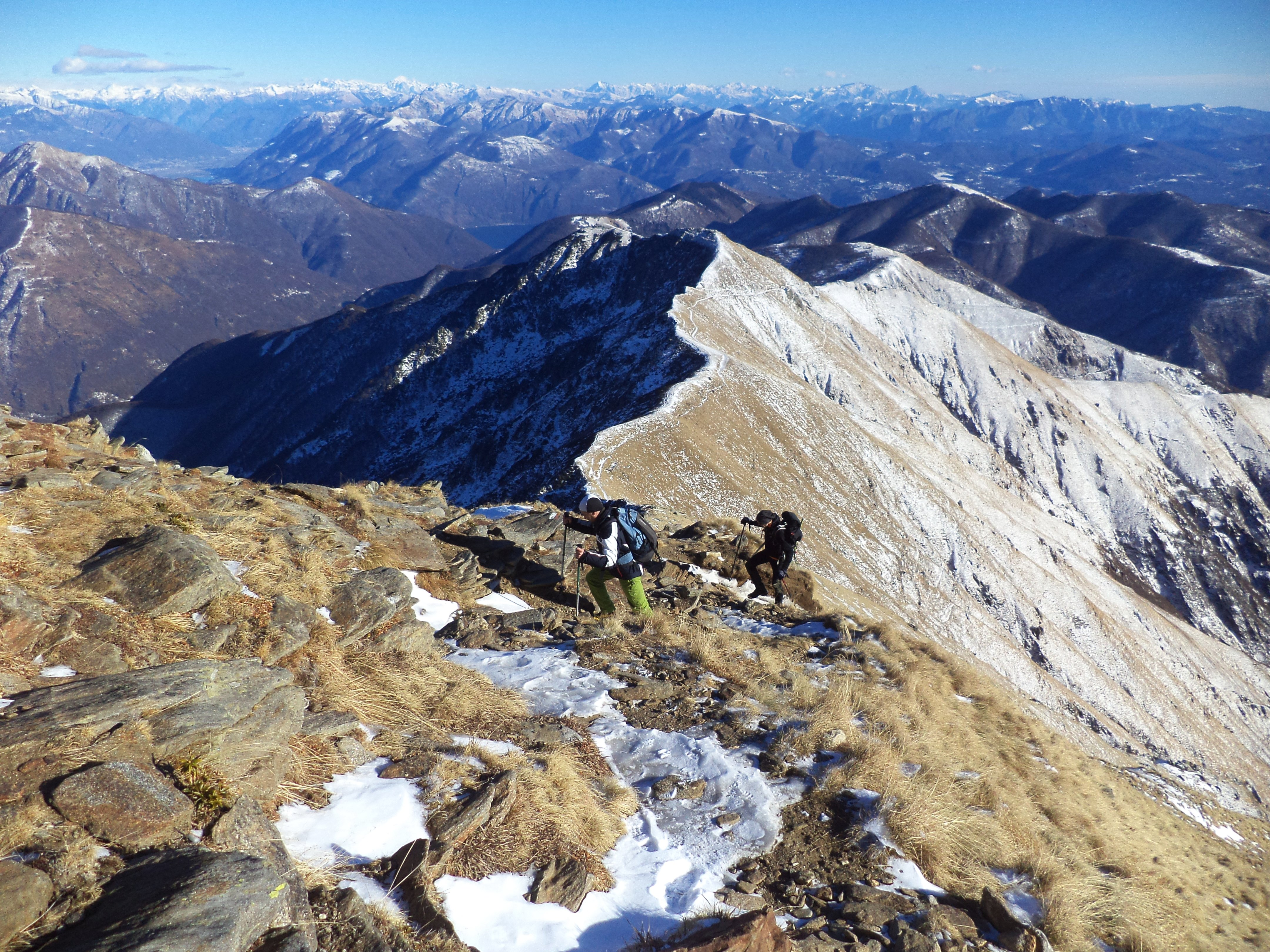
Alpinisti salgono sul Monte Zeda

I monti principali della valle sono:
- Monte Limidario - 2189 m s.l.m.
- Cimone di Cortechiuso - 2183 m s.l.m.
- Monte Zeda - 2156 m s.l.m.
- Rocce del Gridone - 2155 m s.l.m.
- Torrione - 1984 m s.l.m.
- Monte Piota - 1927 m s.l.m.
- La Cima - 1810 m s.l.m.
- Monte Torriggia - 1703 m s.l.m.
- Monte Zuccaro - 1683 m s.l.m.

## Comuni e demografia

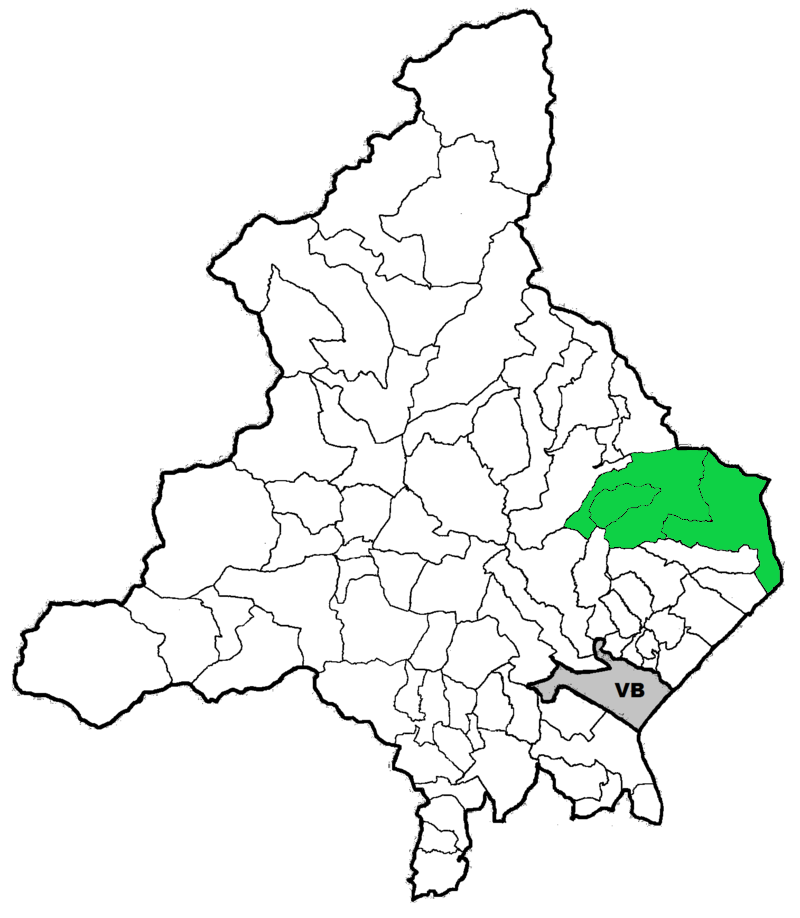
La Valle Cannobina (in verde) nel VCO

Di seguito l'elenco dei 3 comuni costituenti la Valle Cannobina (viene escluso Finero):
| Posizione    | Stemma | Città           | Popolazione (ab) | Superficie (km²) | Densità (ab/km²) | Altitudine (m.s.l.m.) |
| ------------ | ------ | --------------- | ---------------- | ---------------- | ---------------- | --------------------- |
| 1ª           |        | Cannobio        | 5 007            | 52,53            | 95,32            | 214                   |
| 2ª           |        | Valle Cannobina | 470              | 55,17            | 8,52             | 697                   |
| 3ª           |        | Gurro           | 192              | 21,01            | 9,14             | 810                   |
| Totale Valle | –      | –               | 5.669            | 128,72           | 44,04            | 192/2175              |